# Hornbeck
Hornbeck is een plaats (town) in de Amerikaanse staat Louisiana, en valt bestuurlijk gezien onder Vernon Parish.

## Demografie
Bij de volkstelling in 2000 werd het aantal inwoners vastgesteld op 435.
In 2006 is het aantal inwoners door het United States Census Bureau geschat op 386, een daling van 49 (-11,3%).

## Geografie
Volgens het United States Census Bureau beslaat de plaats een oppervlakte van
3,0 km², geheel bestaande uit land. Hornbeck ligt op ongeveer 107 m boven zeeniveau.

## Plaatsen in de nabije omgeving
De onderstaande figuur toont nabijgelegen plaatsen in een straal van 28 km rond Hornbeck.